# John Archer (attore)
John Archer, nato Ralph Bowman (Osceola, 8 maggio 1915 – Redmond, 3 dicembre 1999), è stato un attore statunitense.
Ha recitato in oltre 60 film dal 1938 al 1985 ed è apparso in oltre 70 produzioni televisive dal 1949 al 1986. È stato accreditato anche con il suo nome di battesimo, Ralph Bowman.

## Biografia
John Archer nacque a Osceola, in Nebraska, l'8 maggio 1915. Dopo essersi trasferito con la famiglia in California a cinque anni, frequentò la Hollywood High School e la University of Southern California, dove studiò fotografia, aspirando ad un lavoro dietro la macchina da presa. Negli anni seguenti cominciò invece a lavorare come annunciatore radiofonico e mosse i primi passi nell'arte interpretativa in alcuni piccoli ruoli ad Hollywood alla fine degli anni trenta. Nel 1938 venne accreditato per la prima volta nel ruolo di Tom Grant nel film Flaming Frontiers.
Per il piccolo schermo vanta una lunga serie di partecipazioni a serie televisive. Interpretò tra gli altri, Bill Lear in tre episodi della serie The Bob Cummings Show dal 1957 al 1958, il sindaco Reidinger in un doppio episodio della serie Maverick nel 1961 e conseguì molte altre partecipazioni dagli anni cinquanta agli anni ottanta in veste di guest star o di interprete di personaggi perlopiù minori in numerosi episodi. Per la serie classica di Lassie interpretò il dottor Ed Bryce in un triplo episodio nel 1968 e i personaggi di Kirby Norman in tre episodi nel 1967 e del sindaco Thornton in un episodio del 1961. Partecipò anche a sei episodi della popolare serie western Bonanza in ruoli diversi dal 1962 al 1968. Prese parte inoltre ad un episodio della serie classica di Ai confini della realtà, intitolato nella versione in italiano Chi è il vero marziano?, trasmesso in prima televisiva nel 1961.
La sua carriera cinematografica continuò con diverse presenze. Fu molto attivo negli anni cinquanta nel genere western e interpretò anche alcuni film di guerra. Fu accreditato per l'ultima volta sugli schermi televisivi in un episodio trasmesso il 7 aprile 1986, intitolato The Little Sister e facente parte della serie American Playhouse, nel quale interpreta il ruolo di una guardia di un deposito. Al cinema recitò invece per l'ultima volta in un cortometraggio francese del 1985, L'anniversaire de Georges. Nel 1996 prestò la voce ad un soldato sovietico per il videogioco Command & Conquer: Red Alert.
Archer fu sposato due volte. Dal 1941 al 1953 con l'attrice Marjorie Lord, con la quale ebbe due figli, tra cui Anne Archer. Ebbe poi altri due figli con la sua seconda moglie, Ann Leddy, con la quale fu sposato dal 1956. Morì a Redmond, Washington, il 3 dicembre 1999. Fu seppellito al Cedar Lawns Memorial Park di Redmond.

## Filmografia

### Cinema
- Flaming Frontiers, regia di Alan James e Ray Taylor (1938)
- L'ultima recita (Letter of Introduction), regia di John M. Stahl (1938)
- La resa dei conti (Dick Tracy Returns), regia di John English e William Witney (1938)
- Overland Stage Raiders, regia di George Sherman (1938)
- Spring Madness, regia di S. Sylvan Simon (1938)
- Career, regia di Leigh Jason (1939)
- Curtain Call, regia di Frank Woodruff (1940)
- Barnyard Follies, regia di Frank McDonald (1940)
- Tutta una vita (Cheers for Miss Bishop), regia di Tay Garnett (1941)
- Scattergood Baines, regia di Christy Cabanne (1941)
- La città delle donne rapite (City of Missing Girls), regia di Elmer Clifton (1941)
- The People vs. Dr. Kildare, regia di Harold S. Bucquet (1941)
- King of the Zombies, regia di Jean Yarbrough (1941)
- La colpa di Rita Adams (Paper Bullets), regia di Phil Rosen (1941)
- Mountain Moonlight, regia di Nick Grinde (1941)
- Sucker List, regia di Roy Rowland (1941)
- Always Tomorrow: The Portrait of an American Business (1941)
- Hi, Neighbor, regia di Charles Lamont (1942)
- Police Bullets, regia di Jean Yarbrough (1942)
- A mezzanotte corre il terrore (Bowery at Midnight), regia di Wallace Fox (1942)
- Mrs. Wiggs of the Cabbage Patch, regia di Ralph Murphy (1942)
- Scattergood Survives a Murder, regia di Christy Cabanne (1942)
- Vecchia San Francisco (Hello Frisco, Hello), regia di H. Bruce Humberstone (1943)
- The Purple V, regia di George Sherman (1943)
- Sherlock Holmes a Washington (Sherlock Holmes in Washington), regia di Roy William Neill (1943)
- Shantytown, regia di Joseph Santley (1943)
- Agguato sul fondo (Crash Dive), regia di Archie Mayo (1943)
- Guadalcanal (Guadalcanal Diary), regia di Lewis Seiler (1943)
- No Exceptions, regia di Robert D. Webb (1943)
- The Eve of St. Mark, regia di John M. Stahl (1944)
- Roger Touhy, Gangster, regia di Robert Florey (1944)
- Gli amanti di Venezia (The Lost Moment), regia di Martin Gabel (1947)
- Gli amanti della città sepolta (Colorado Territory), regia di Raoul Walsh (1949)
- La furia umana (White Heat), regia di Raoul Walsh (1949)
- Uomini sulla luna (Destination Moon), regia di Irving Pichel (1950)
- Il bandito galante (The Great Jewel Robber), regia di Peter Godfrey (1950)
- Bandito senza colpa (High Lonesome), regia di Alan Le May (1950)
- Rotaie insanguinate (Santa Fe), regia di Irving Pichel (1951)
- Home Town Story, regia di Arthur Pierson (1951)
- Il magnifico fuorilegge (Best of the Badmen), regia di William D. Russell (1951)
- L'avventuriera di Tangeri (My Favorite Spy), regia di Norman Z. McLeod (1951)
- Il tesoro dei Sequoia (The Big Trees), regia di Felix E. Feist (1952)
- Rodeo, regia di William Beaudine (1952)
- Battaglia in Indocina (A Yank in Indo-China), regia di Wallace Grissell (1952)
- Sound Off, regia di Richard Quine (1952)
- Sea Tiger, regia di Frank McDonald (1952)
- Il cammino delle stelle (The Stars Are Singing), regia di Norman Taurog (1953)
- America for Me, regia di Robert H. Kelley (1953)
- Dragon's Gold, regia di Jack Pollexfen e Aubrey Wisberg (1954)
- Squadra criminale: caso 24 (No Man's Woman), regia di Franklin Adreon (1955)
- Senza tregua il rock n roll (Rock Around the Clock), regia di Fred F. Sears (1956)
- Emergency Hospital, regia di Lee Sholem (1956)
- La gang della città dei divorzi (Affair in Reno), regia di R.G. Springsteen (1957)
- 10.000 camere da letto (Ten Thousand Bedrooms), regia di Richard Thorpe (1957)
- She Devil, regia di Kurt Neumann (1957)
- Decisione al tramonto (Decision at Sundown), regia di Budd Boetticher (1957)
- La città nella paura (City of Fear), regia di Irving Lerner (1959)
- Blue Hawaii, regia di Norman Taurog (1961)
- Tamburi ad ovest (Apache Rifles), regia di William Witney (1964)
- Gli occhi degli altri (I Saw What You Did), regia di William Castle (1965)
- How to Frame a Figg, regia di Alan Rafkin (1971)
- L'anniversaire de Georges, cortometraggio, regia di Patrick Traon (1985)

### Televisione
- Your Show Time – serie TV, 2 episodi (1949)
- The Silver Theatre – serie TV, un episodio (1950)
- Fireside Theatre – serie TV, un episodio (1950)
- Armstrong Circle Theatre – serie TV, 2 episodi (1951-1954)
- The Bigelow Theatre – serie TV, un episodio (1951)
- The Unexpected – serie TV, un episodio (1952)
- The Ford Television Theatre – serie TV, un episodio (1952)
- Footlights Theater – serie TV, un episodio (1953)
- Letter to Loretta – serie TV, 2 episodi (1954-1955)
- Mayor of the Town – serie TV, un episodio (1954)
- Suspense – serie TV, un episodio (1954)
- Scienza e fantasia (Science Fiction Theatre) – serie TV, episodi 1x13-2x14 (1955-1956)
- Navy Log – serie TV, episodi 1x02-1x17-3x12 (1955-1957)
- The Millionaire – serie TV, un episodio (1955)
- Stories of the Century – serie TV, un episodio (1955)
- Schlitz Playhouse of Stars – serie TV, un episodio (1955)
- Jane Wyman Presents The Fireside Theatre – serie TV, un episodio (1955)
- Crossroads – serie TV, episodio 1x01 (1955)
- TV Reader's Digest – serie TV, episodi 2x22-2x28 (1956)
- Screen Directors Playhouse – serie TV, episodio 1x32 (1956)
- Private Secretary – serie TV, un episodio (1956)
- The Gale Storm Show: Oh! Susanna – serie TV, un episodio (1956)
- The Bob Cummings Show – serie TV, 3 episodi (1957-1958)
- The Californians – serie TV, 2 episodi (1957-1958)
- Cheyenne – serie TV, 2 episodi (1957-1960)
- Perry Mason – serie TV, 5 episodi (1957-1965)
- Code 3 – serie TV, un episodio (1957)
- The George Sanders Mystery Theater – serie TV, un episodio (1957)
- The Silent Service – serie TV, 2 episodi (1957)
- I racconti del West (Zane Grey Theater) – serie TV, un episodio (1958)
- The Frank Sinatra Show – serie TV, un episodio (1958)
- Broken Arrow – serie TV, un episodio (1958)
- The Adventures of Ozzie & Harriet – serie TV, un episodio (1958)
- Rescue 8 – serie TV, episodio 1x24 (1959)
- State Trooper – serie TV, un episodio (1959)
- Mike Hammer – serie TV, un episodio (1959)
- How to Marry a Millionaire – serie TV, un episodio (1959)
- Bat Masterson – serie TV, un episodio (1959)
- This Man Dawson – serie TV, episodio 1x02 (1959)
- Border Patrol – serie TV, un episodio (1959)
- Laramie – serie TV, un episodio (1959)
- Il tenente Ballinger (M Squad) – serie TV, un episodio (1959)
- Tales of Wells Fargo – serie TV, 3 episodi (1960-1962)
- Philip Marlowe – serie TV, episodio 1x15 (1960)
- The Ann Sothern Show – serie TV, un episodio (1960)
- L'uomo e la sfida (The Man and the Challenge) – serie TV, episodi 1x17-1x22 (1960)
- Avventure lungo il fiume (Riverboat) – serie TV, un episodio (1960)
- Colt.45 – serie TV, un episodio (1960)
- Lock-Up – serie TV, episodio 1x27 (1960)
- Avventure in fondo al mare (Sea Hunt) – serie TV, un episodio (1960)
- Men Into Space – serie TV, episodio 1x37 (1960)
- Surfside 6 – serie TV, episodi 1x20-2x18 (1961-1962)
- Indirizzo permanente (77 Sunset Strip) – serie TV, 2 episodi (1961-1962)
- Carovane verso il west (Wagon Train) – serie TV, 2 episodi (1961-1963)
- Lassie – serie TV, 7 episodi (1961-1968)
- The Tall Man – serie TV, un episodio (1961)
- Coronado 9 – serie TV, un episodio (1961)
- Maverick – serie TV, 2 episodi (1961)
- Ai confini della realtà (The Twilight Zone) – serie TV, episodio 2x28 (1961)
- 87ª squadra (87th Precinct) – serie TV, un episodio (1961)
- Hawaiian Eye – serie TV, 2 episodi (1962-1963)
- Hazel – serie TV, 3 episodi (1962-1964)
- Bonanza – serie TV, 6 episodi (1962-1968)
- La legge del Far West (Temple Houston) – serie TV, episodio 1x15 (1964)
- The Fisher Family – serie TV, un episodio (1964)
- Un equipaggio tutto matto (McHale's Navy) – serie TV, un episodio (1964)
- Batman – serie TV, 2 episodi (1966-1967)
- Il virginiano (The Virginian) – serie TV, 2 episodi (1966)
- Ironside – serie TV, 2 episodi (1969-1971)
- Mannix – serie TV, un episodio (1969)
- The Outsider – serie TV, episodio 1x25 (1969)
- Reporter alla ribalta (The Name of the Game) – serie TV, un episodio (1970)
- Bracken's World – serie TV, un episodio (1970)
- Class of '55 – film TV (1972)
- Colombo (Columbo) – serie TV, episodio 2x05 (1972)
- Thursday's Game – film TV (1974)
- Amelia Earhart – film TV (1976)
- American Playhouse – serie TV, un episodio (1986)